# Jüdischer Friedhof (Bassenheim)

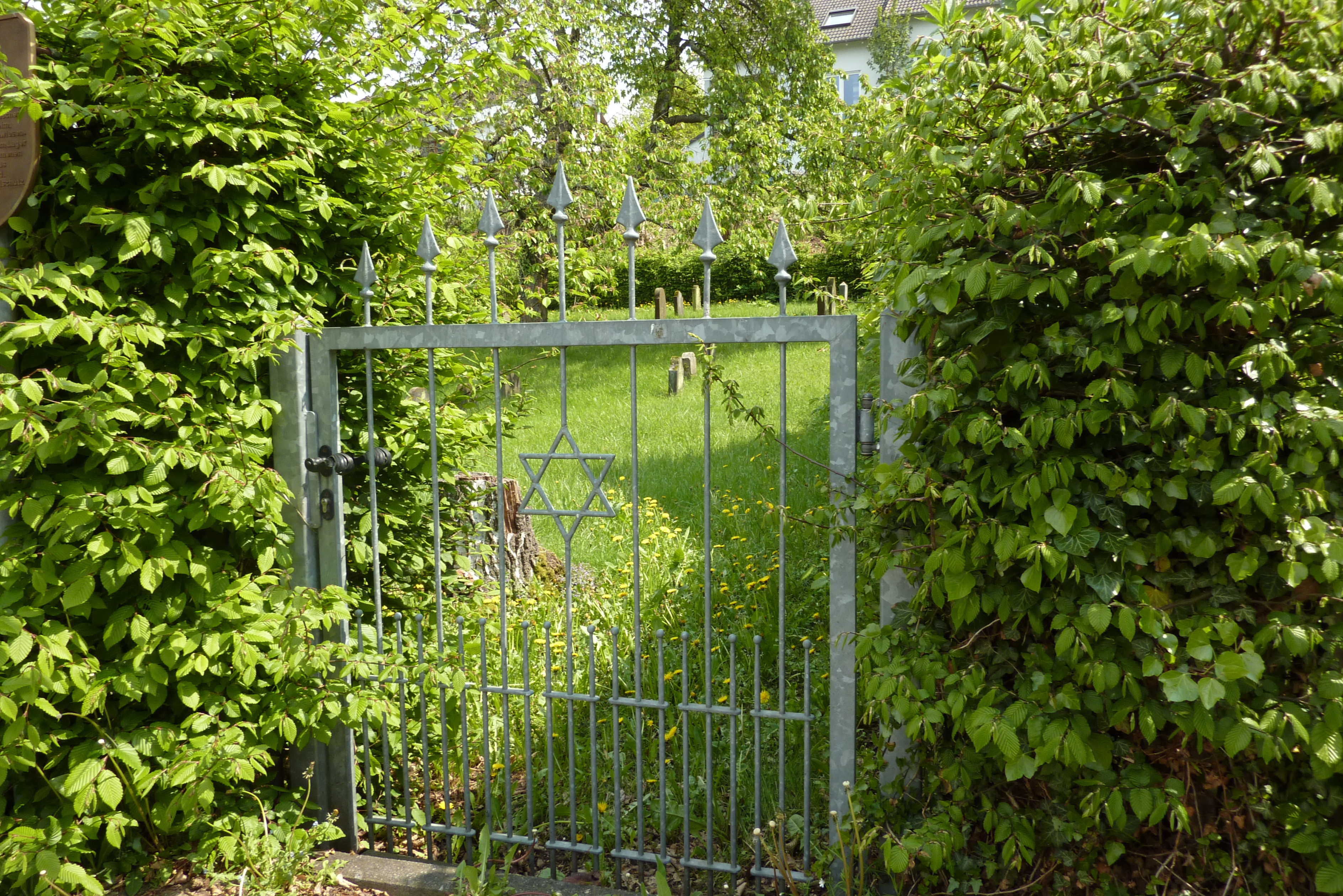
Jüdischer Friedhof in Bassenheim

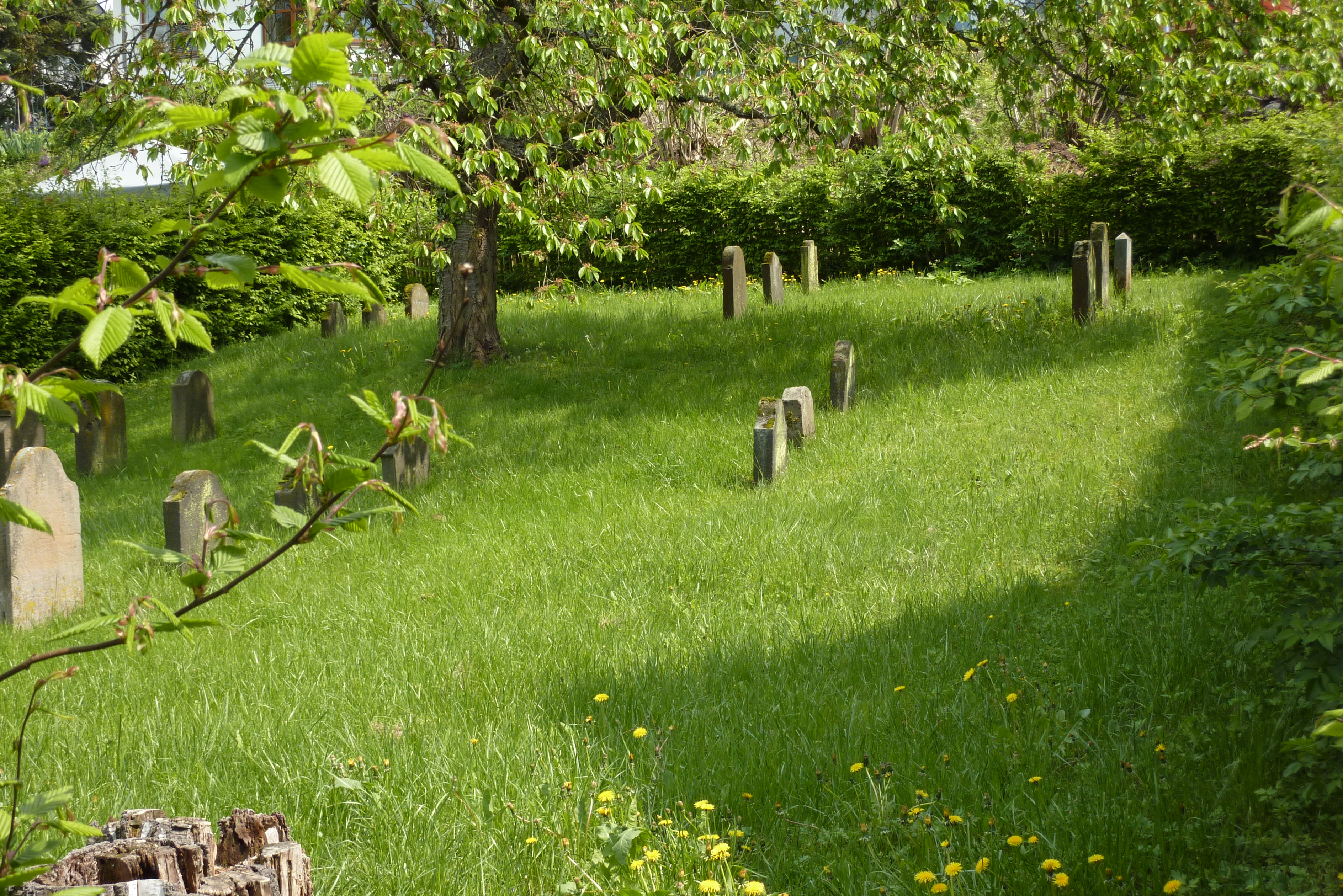
Jüdischer Friedhof in Bassenheim

Der Jüdische Friedhof Bassenheim ist ein jüdischer Friedhof in Bassenheim, einer Ortsgemeinde im Landkreis Mayen-Koblenz in Rheinland-Pfalz. Der Friedhof befindet sich mitten in einem Neubaugebiet in der Straße Im Sässel. Der jüdische Friedhof ist ein schützenswertes Denkmal.

## Geschichte
Die jüdische Gemeinde in Bassenheim legte um 1800 ihren eigenen Friedhof an. Die letzte Beisetzung der jüdischen Gemeinde auf dem 13,61 Ar großen Friedhof war 1942. 1942 bis 1945 wurden auf dem Friedhof die im Lager Eiserne Hand umgekommenen Zwangsarbeiter aus Polen und Russland beigesetzt. Heute sind noch 29 Grabsteine (Mazewot) vorhanden.